# باشگاه فوتبال چای‌کار ریزه‌اسپور
باشگاه فوتبال چای‌کار ریزه‌اسپور (انگلیسی: Çaykur Rizespor) یک باشگاه فوتبال در ترکیه است که در تاریخ ۱۹ مه ۱۹۵۳ در ریزه تأسیس شده‌است و هم‌اکنون در سوپر لیگ ترکیه حضور دارد.رامین رضاییان و مهدی طارمی از جمله کسانی بودند که با این باشگاه قرار داد بستند اما بازی نکردند

## تاریخچه
در اولین سالگرد رهایی ریزه از اشغال روسیه، در سال ۱۹۵۳، تعدای از جوانان این شهر باشگاه ورزشی تأسیس کردند که ایدمان یوردو نام داشت.
در سال ۱۹۹۰ شرکت چای ترکیه حامی مالی این تیم شد و نام و لوگوی تیم را به شکل فعلی تغییر داد.